# Ратомка
Ра́томка (бел. Ра́тамка) — агрогородок и ж/д станция в Ждановичском сельсовете Минского района Минской области Беларуси, расположен в 6 км на запад от города Минска.

## История

### В составе Российской империи
В 1897 году в посёлке был 21 двор, 79 жителей, имелась корчма. Неподалёку располагалась одноимённая ж/д станция с населением 34 жителя. Посёлок относился к Заславской волости Минского уезда.

### После 1917
В 1917 году в слободке было 112 дворов, 2195 житель; на ж/д станции — 26 жителей.
С февраля по декабрь 1918 года посёлок оккупирован войсками кайзеровской Германии. В ходе советско-польской войны с июля 1919 по июль 1920 году и в середине октября 1920 года посёлок был оккупирован польскими войсками. С 1919 года — в составе БССР. В 1922 году была открыта 3-летняя школа, которая в этом же году была преобразована в 7-летнюю. В 1924 году училось 146 учеников. С 20 августа 1924 года в Ратомском сельсовете Заславского района Минской округи (до 26 июля 1930). В 1926 году в посёлке было 112 дворов, 420 жителей. С 18 января 1931 года по 26 мая 1935 года Ратомка была включена в границу города Минск. С 26 мая 1935 года — в Минском районе, с 20 февраля 1938 года — в Минской области.

### В Великой Отечественной войне
В период Великой Отечественной войны, с конца июня 1941 по начало июля 1944 года, была оккупирована немецко-нацистскими войсками. В июле 1944 при освобождении посёлка погибли 79 советских воина 238-й стрелковой дивизии. В 1957 году на братской могиле советских воинов был установлен обелиск. В парке — могила Героя Советского Союза Н. Ф. Ишутина.

### После войны
С 20 января 1960 года — в Ждановичском сельсовете.

### В настоящее время
В 1997 году здесь было 1493 хозяйства, 3983 жителя, в Ждановичском тепличном комбинате (центр — дер. Кунцевщина).
В 2010 году насчитывалось уже 1546 хозяйств, проживало 4830 человек. Имелись средняя, вспомогательная и музыкальная школы, Дом культуры, детсад, православная церковь (с 1997), торговый центр, республиканский центр олимпийской подготовки конного спорта и коневодства.
В 2010 году упразднена деревня Ратомка, территория включена в состав посёлка Ратомка.
В 2011 году посёлок Ратомка преобразован в агрогородок.
В 2020 году построен элитный жилой комплекс "Пирс".
В аг. Ратомка с Мая 2024 г. стали ходить автобусы с "Запад 3" до "Янтарной".

## Спорт

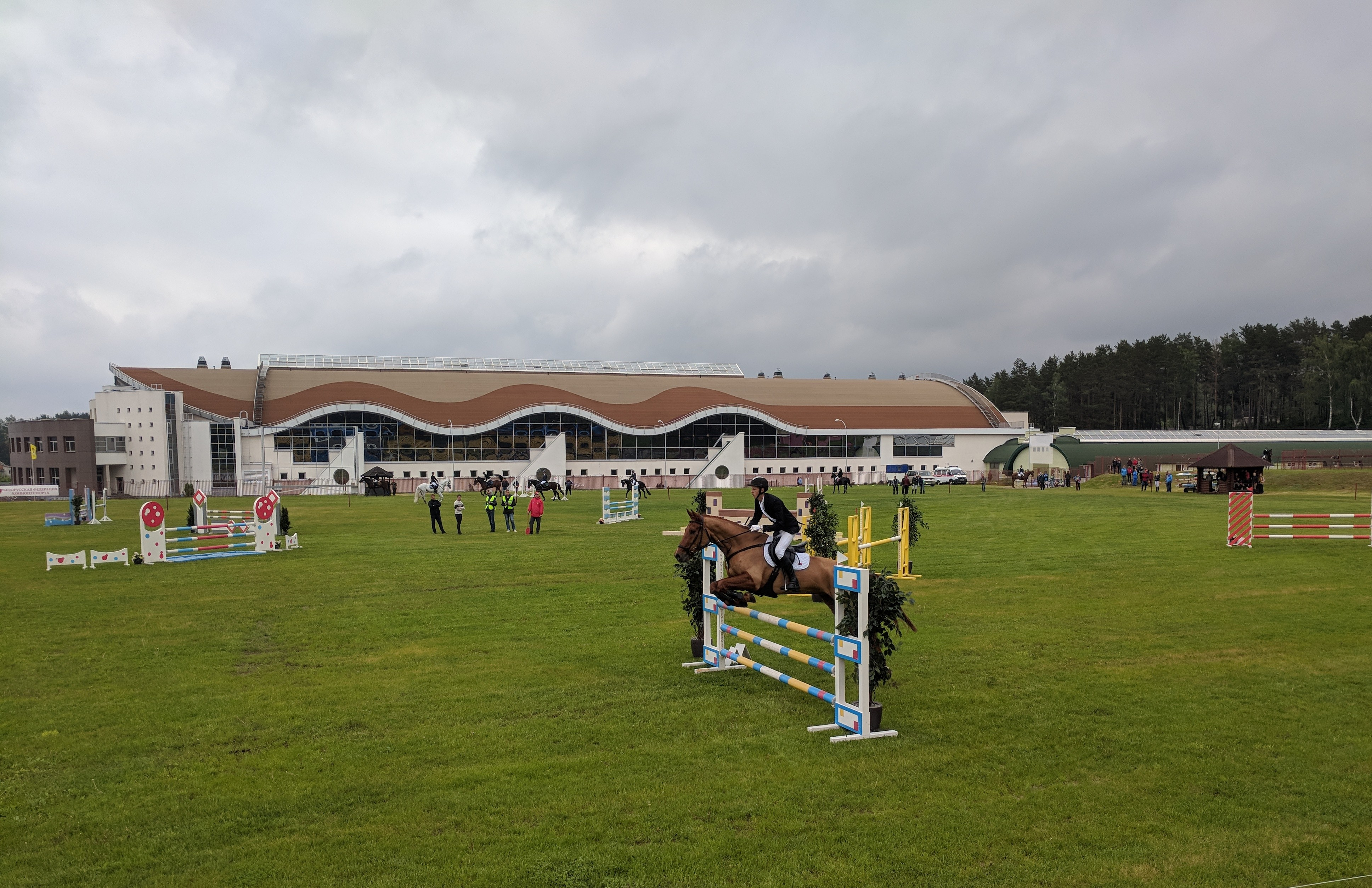

В посёлке находится конноспортивная школа и конезавод имени Доватора. При конезаводе открыта специализированная ветеринарная лечебница. Проводятся соревнования республиканского и международного уровней. Здесь проводились, в частности, соревнования по конному троеборью на X летней спартакиаде народов СССР.

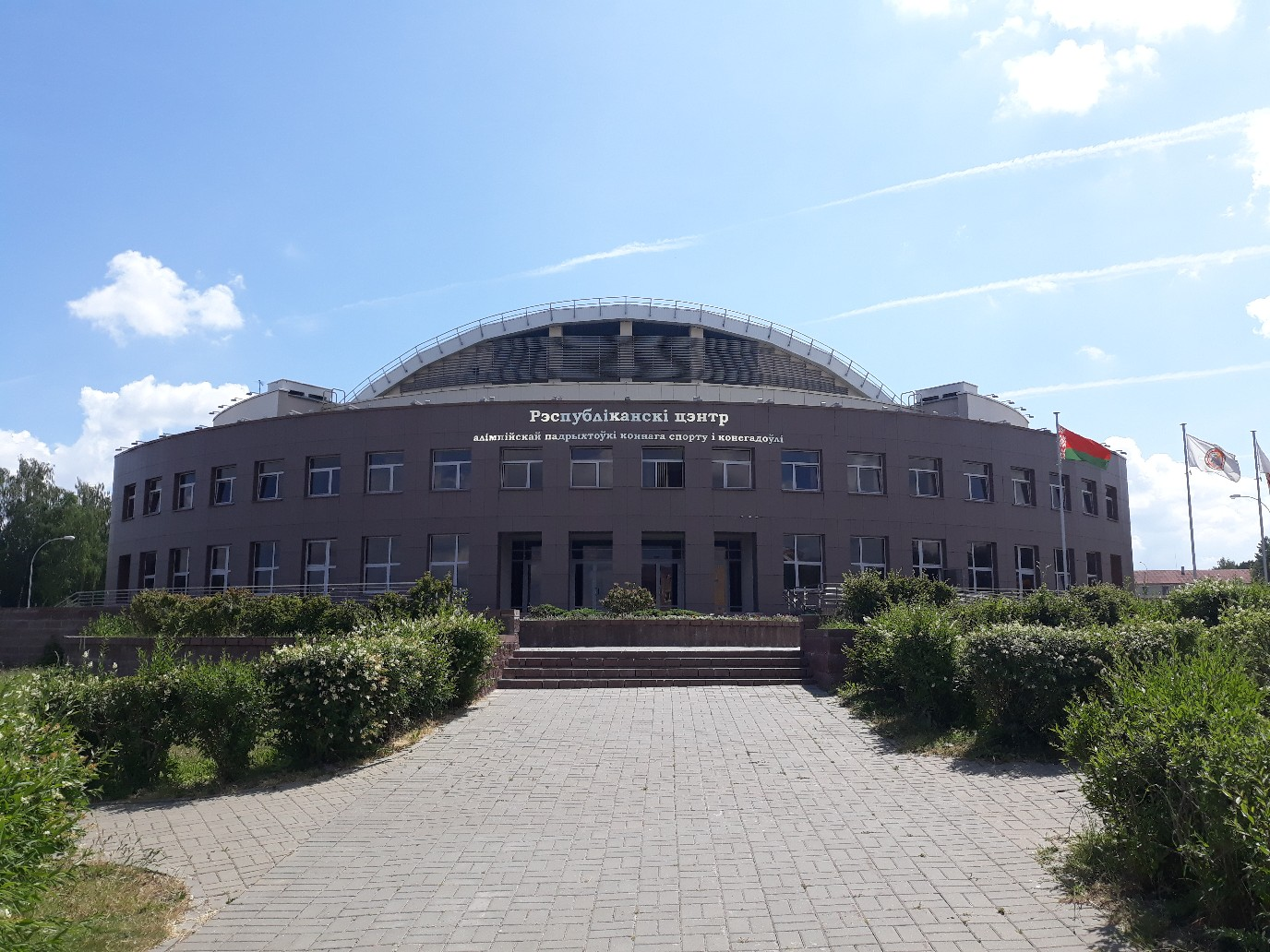
Республиканский центр олимпийской подготовки конного спорта и коневодства

По состоянию на 2011 год конноспортивная школа и конезавод имени Доватора объединены в одно учреждение «Республиканский центр олимпийской подготовки конного спорта и коневодства», профильным министерством которого является Министерство спорта и туризма Республики Беларусь.
В январе 2013 года в Ратомке введён в эксплуатацию крытый конноспортивный манеж с конюшней на 25 лошадей. Ввод в эксплуатацию данного сооружения позволит вывести на более высокий уровень тренировочный процесс, а также позволит проводить соревнования самого высокого уровня.
Новый манеж рассчитан на 1300 зрителей.

## События и мероприятия
- Ежегодно проводится Кубок Республики Беларусь памяти Героя Советского Союза Л. М. Доватора по конкуру[6].
- 7-10 августа 2025 года кубок СНГ по троеборью[7] на базе РЦОП конного спорта и коневодства[8].

## Достопримечательность
- Обелиск на братской могиле советских воинов (1957).
- Братская могила —  Историко-культурная ценность Республики Беларусь, шифр 613Д000372.
- Могила Героя Советского Союза М. Ф. Ишутина, в парке.
- Свято-Петропавловская церковь.